# Liste der denkmalgeschützten Objekte in Oberwang
Die Liste der denkmalgeschützten Objekte in Oberwang enthält die 3 denkmalgeschützten, unbeweglichen Objekte der oberösterreichischen Gemeinde Oberwang.

## Denkmäler
| Foto |                 | Denkmal                                                                        | Standort                                     | Beschreibung | Metadaten |
| ---- | --------------- | ------------------------------------------------------------------------------ | -------------------------------------------- | --- | --- |
| ja   | Datei hochladen | Kath. Filialkirche hl. Martin, Konradskirche HERIS-ID: 91433 Objekt-ID: 106215 | Gessenschwandt Standort KG: Oberwang         | Ein um 1450 errichtete, spätgotische Kirche. Der Hochaltar stammt aus dem 17. Jahrhundert und die Seitenaltäre aus der Mitte des 19. Jahrhunderts.                                                                       | BDA-Hist.: Q37755317 Status: § 2a Stand der BDA-Liste: 2025-06-30 Name: Kath. Filialkirche hl. Martin, Konradskirche GstNr.: .182 Konradskirche Oberwang |
| BW   | Datei hochladen | Anlage Wohnhaus und Atelier Lydia Roppolt HERIS-ID: 91442seit 2025             | Gessenschwandt 22 Standort KG: Oberwang      | | BDA-Hist.: Q135167671 Status: Bescheid Stand der BDA-Liste: 2025-06-30 Name: Anlage Wohnhaus und Atelier Lydia Roppolt GstNr.: .278, 27/2, 27/3          |
| ja   | Datei hochladen | Kath. Pfarrkirche hl. Kilian mit Friedhof HERIS-ID: 52451 Objekt-ID: 59277     | gegenüber Oberwang 147 Standort KG: Oberwang | Eine Mitte des 15. Jahrhunderts gebaute Kirche, die 1687 umgebaut wurde. 1736 wurden sie um die Seitenschiffe vergrößert. Der Kirchturm, der Hochaltar und die Seitenaltäre stammen aus dem Anfang des 18. Jahrhunderts. | BDA-Hist.: Q26253846 Status: § 2a Stand der BDA-Liste: 2025-06-30 Name: Kath. Pfarrkirche hl. Kilian mit Friedhof GstNr.: .7, 1058 Pfarrkirche Oberwang  |
| ja   | Datei hochladen | Pfarrhof mit Ummauerung HERIS-ID: 91437 Objekt-ID: 106219                      | Oberwang 1 Standort KG: Oberwang             | | BDA-Hist.: Q37755351 Status: § 2a Stand der BDA-Liste: 2025-06-30 Name: Pfarrhof mit Ummauerung GstNr.: .1, 1100/1                                       |

## Ehemalige Denkmäler
| Foto |                 | Denkmal                               | Standort                          | Beschreibung | Metadaten                                                                                        |
| ---- | --------------- | ------------------------------------- | --------------------------------- | ------------ | ------------------------------------------------------------------------------------------------ |
| ja   | Datei hochladen | Alte Schule Objekt-ID: 106222bis 2016 | Oberwang 54 Standort KG: Oberwang |              | BDA-Hist.: Q106684175 Status: § 2a Stand der BDA-Liste: 2016-06-21 Name: Alte Schule GstNr.: .13 |